# Âu Dương (họ)
Âu Dương (chữ Hán: 歐陽, bính âm: Ōuyáng) là một họ của người Trung Quốc, họ này cũng xuất hiện tại Việt Nam. Âu Dương là một trong 60 họ kép (gồm hai chữ) trong danh sách Bách gia tính. Đây là một trong số khoảng 20 họ kép còn tồn tại đến ngày nay ở Trung Quốc.
Nhiều người Việt hiện nay hay hiểu nhầm họ Âu Dương (歐陽) và họ Âu (區) là cùng một họ (do chữ Quốc ngữ chỉ biểu âm, không biểu rõ nghĩa như chữ Hán và chữ Nôm khi có thể thấy hai chữ Âu là khác nhau).

## Người Việt Nam họ Âu Dương
- Âu Dương Lân
- Âu Dương Quân - cầu thủ bóng đá
- Âu Dương Thảo Hiền

## Người Trung Quốc họ Âu Dương

### Nhân vật có thật
- Cha con Âu Dương Tuân, Âu Dương Thông, thư pháp gia thời nhà Đường
- Âu Dương Tu, đại thần thời Bắc Tống, nhà văn, một trong Đường Tống bát gia
- Âu Dương Tự Viễn, nhà khoa học phụ trách chương trình nghiên cứu Mặt Trăng của Cộng hòa Nhân dân Trung Hoa
- Âu Dương Phấn Cường, diễn viên Trung Quốc
- Âu Dương Chấn Hoa, diễn viên Hồng Kông
- Âu Dương Na Na, nhạc sĩ, ca sĩ, người mẫu Đài Loan

### Nhân vật hư cấu
- Bắc hiệp Âu Dương Xuân thời Bắc Tống
- Quái hiệp Âu Dương Đức thời nhà Thanh
- Tây Độc Âu Dương Phong, Nhân Vật trong Anh Hùng Xạ Điêu và Thần Điêu Hiệp Lữ
- Bạch Đà sơn chúa Âu Dương Khắc, Nhân Vật trong Anh Hùng Xạ Điêu